# 中島祇園祭り
中島祇園祭り（なかしまぎおんまつり）は、毎年7月の第4土曜日に福岡県柳川市大和町中島地区で行われる夏祭りである。

## 概要
中島祇園祭りの起源は1843年（天保14年）に創建されたとされている八剣神社の建立に遡る。有明海での漁業の豊漁や干拓地での農作物の豊作を祈願するために始まったとされている。但し、「福岡県の地名」では旧暦6月15日に中島祇園祭が施行されるとされ、「図説立花家記」では柳河藩領内において6月15日に多くの神社で祇園会が施行されたとしている。
祭りの顔となる大蛇山、踊りを見せながら町中を練り歩く踊り山（西上町）、柳川の殿様が参勤交代に出る様を模した殿様行列（中町）、可愛い親子獅子が前面で踊る獅子山（下町）が町内を巡行する。また、2008年には旧北二重の大蛇山が45年ぶりに子供大蛇という形で復活した。
祭り当日、東上町の大蛇山は八剣神社周辺を深夜1時ごろまで巡行させる。

## 交通アクセス
- 西鉄天神大牟田線
  - 西鉄中島駅

## 関連記事
- 大蛇山 (祭り)
  - おおむた『大蛇山』まつり
  - 江浦町祇園祭
  - 渡瀬祇園祭
  - なんかん夏まつり